# Кубок світу з біатлону 2016—2017 — етап 4
Четвертий етап Кубка світу з біатлону 2016—17 відбувався в Обергофі, Німеччина, з 5 по 8 січня 2017 року. До програми етапу входило 6 гонок: спринт,  гонка переслідування та мас-старт у чоловіків та жінок.

## Гонки

### Чоловіки
| Гонка:                                                                       | Золото:                | Час               | Срібло:                | Час               | Бронза:               | Час               |
| Спринт 10 км Протокол [Архівовано 12 лютого 2021 у Wayback Machine.]         | Юліан Ебергард Австрія | 27:26.8 (1+0)     | Міхал Шлесінгр Чехія   | 27:37.6 (0+1)     | Домінік Віндіш Італія | 28:07.1 (0+1)     |
| Переслідування 12,5 км Протокол [Архівовано 9 січня 2017 у Wayback Machine.] | Мартен Фуркад Франція  | 36:45.7 (0+1+0+0) | Арнд Пайффер Німеччина | 37:55.6 (0+0+1+2) | Домінік Віндіш Італія | 38:18.1 (0+0+3+2) |
| Мас-старт, 15 км Протокол [Архівовано 9 січня 2017 у Wayback Machine.]       | Сімон Шемпп Німеччина  | 38:30.9 (0+0+1+0) | Ерік Лессер Німеччина  | +0.4 (0+0+0+1)    | Мартен Фуркад Франція | +0.4 (0+0+2+0)    |

### Жінки
| Гонка:                                                                     | Золото:                  | Час               | Срібло:                    | Час               | Бронза:                    | Час               |
| Спринт 7,5 км Протокол [Архівовано 9 січня 2017 у Wayback Machine.]        | Габріела Коукалова Чехія | 22:28.5 (0+0)     | Кайса Мякяряйнен Фінляндія | 22:49.8 (0+2)     | Марі Дорен Абер Франція    | 22:52.5 (0+1)     |
| Переслідування 10 км Протокол [Архівовано 8 січня 2017 у Wayback Machine.] | Марі Дорен Абер Франція  | 34:33.3 (1+0+0+1) | Габріела Коукалова Чехія   | 35:12.1 (0+0+1+2) | Кайса Мякяряйнен Фінляндія | 35:52.4 (1+0+1+2) |
| Мас-старт 12,5 км Протокол [Архівовано 9 січня 2017 у Wayback Machine.]    | Габріела Коукалова Чехія | 37:20.5 (0+0+0+0) | Лаура Дальмаєр Німеччина   | +31.5 (0+0+1+0)   | Ева Пускарчикова Чехія     | +45.3 (0+0+0+0)   |

## Досягнення
Перша перемога на етапах Кубка світу
Найкращий виступ за кар'єру
|  |  |

Перша гонка в Кубку світу
|  |  |